# Tapasz (hinduizmus)
A tapasz, néha tapah (szanszkrit: तपस) többjelentésű szó, itt önfegyelmezést, aszkézist, önmegtagadást jelent. A hinduizmusban és a jógában (nijama) az etikai előírások egyike. Kiemelt szerepe van Patandzsali Júga-szútráiban és a Rigvéda szövegében. Ez a gyakorlat segít a spirituális képességek (sziddhik) megszerzésében és a megszabadulás (móksa) elérésében. A Védákban a tapasznak emberi és kozmikus aspektusa egyaránt van. 
A modern nyugati ember számára a szigorú önfegyelmezés elvesztette jelentőségét. Ha még hozzá vallásos értelmezésben tekinti az ilyesmit, hajlandó nevetséges, idejétmúlt ostobaságnak tekinteni. Pedig a modern életben is vannak célok, amelyek elérése önfegyelmezést, önmegtagadást követel. Az élsportolók versenyzői készek lemondani megszokott élvezeteikről és a legnagyobb önmegtagadással teszik ezt, hogy a kitűzött célt elérjék. Kevesen gondolnak arra, hogy ha a hasonló önmegtagadás bizonyos fizikai eredményekkel jár, akkor  megfelelő önfegyelmezés nagy szellemi eredményeket hozhat.
Kozmikus erőként a tapasz a megnyilvánulások alapjául szolgáló hatalom. 
Emberi szinten a tapasz létrehozható volt tűzáldozat révén (anihótra) és az áldozatot bemutató papban (hótri), aki az izzadság formájában jelenítette meg. Az upanisadok korában és a jóga kialakulásának időszakában a tapasz már nem az áldozatot készítette elő, hanem az önvaló (átman) megvalósításának és a megszabadulás (móksa) elérésének az eszköze. 
A tapasz szoros kapcsolatban állt a védák kultuszával (jadzsna - "áldozat, felajánlás"). 
A régi áldozati kultusz természetéből következik, hogy a jóga lényegi kapcsolatban állt a szakrális rítusokkal. A tapasz nemcsak hozzátartozott a szakrális aktushoz, de egyenesen fontos szerephez jutott abban, hogy a szertartás minden részletében a lehető legpontosabban bonyolódjék le. A tapasz aszketikus gyakorlatában olyan feladatok is szerepeltek, amelyek pl. megkívánták a jelölttől, hogy órákig álljon a tűző napon, vagy pl. teljes szótlansággal viselje el a legnagyobb hideget is: "A lemondás (tjága) és alázatosság a tapasz legmagasabb formája; aki rendelkezik ezen erényekkel, az folyamatosan böjtöl és erkölcsileg tiszta". Nem állítható egyértelműen, hogy a tapasz az önsanyargatással azonos, s ne lenne köze a pozitív létélményhez, hiszen az emberi lét eredetéhez (szamádhi) eljutni csak a testi tökéletesség (egészség) megőrzésével lehet. A test-lélek kölcsönhatást szem előtt tartva választották meg a guruk tanítványaikat; a feltétel első pontja a testi tökéletesség volt. A tapasz célja a testi aszkézis speciális technikáival betölteni a jama-nijama szabályait, vagyis a tapasz hozzátartozik a szorosan vett önmegvalósítási rendszer előkészítő angáihoz. Tüskéken ülni, csupasz földön aludni, a test melegét biztosító ruházatról lemondani - a tapasz egyes változatai, amelyek a testi aszkézis kiművelését segítik. 
A tapasz módszerei közt megtalálhatók olyan jógatechnikák, mint a tisztító gyakorlatok (sat-karman), a lélegzési gyakorlatok (pránájáma), valamint a testi tartások (ászanák) egyes elemei. A tapasz módszere a testi-tudati harmóniára való törekvést összekapcsolja a mágikus megkülönböztetés (viveka) erejével: (Bhagavad-Gíta alapján) "A jóga nem annak való, aki falánk, vagy aki túlzottan önmegtartóztató, aki túl sokat alszik, vagy túl sokat virraszt. A jóga minden szenvedését elmulasztja annak, aki étkezésében, szórakozásában, tevékenységében, alvásban és ébrenlétben egyaránt mértékletes".

## Ágazatai
A tapasz, mint önfegyelem, önkontroll három ágra tagolódik:
- Sáririka-tapasz (a test leküzdése)

E törekvés eredményeképp a tapasz dharma-útját járó egyén fölébe kerekedik testi gyengeségeinek, amelyek szellemi tisztulását, benső egyensúlyát akadályozzák.A hindu felfogás a test gyengeségei alatt elsősorban az úgynevezett ellentétpárokat érti: hideg és meleg, öröm és szomorúság stb. Akit a hideg és meleg érzése befolyásol, fázik vagy túlzottan melege van, az nem őrizheti meg elméje, szelleme egyensúlyát. Ez minden más, az egyensúlyunkat megzavaró testi érzésre vonatkozik. Azzal tehát, hogy önfegyelmezéssel, aszkétikus edzéssel megszabadulunk ezektől a zavaró érzésektől, értelmünk és szellemünk sok gátló hatás alól szabadul és tisztábban, világosabban fordulhat a magasabb rendű célok felé. Testi önfegyelmezés a böjt és az aszkézisnek sok más formája. 
- Vácsinika-tapasz (a szó, a beszéd leküzdése)

Az önfegyelmezés egyik módja, amikor az egyén megtanul hallgatni (mauna). Gandhi, a spirituális vezető rendszeresen tartott csöndes napokat – a szokásos böjti napjain kívül – amikor egyetlen szó sem hagyta el az ajkát.
- Mánaszika-tapasz (a gondolatok, az elme leküzdése)

Itt az egyén gondolatait fegyelmezi. Az önfegyelmezés aszkézisének igen magas módja ez.